# Schismatoglottis bogneri
Schismatoglottis bogneri är en kallaväxtart som beskrevs av Alistair Hay. Schismatoglottis bogneri ingår i släktet Schismatoglottis och familjen kallaväxter.
Artens utbredningsområde är Filippinerna. Inga underarter finns listade.